# Ineuil
Ineuil – miejscowość i gmina we Francji, w Regionie Centralnym, w departamencie Cher.
Według danych na rok 1990 gminę zamieszkiwało 240 osób, a gęstość zaludnienia wynosiła 9 osób/km² (wśród 1842 gmin Regionu Centralnego Ineuil plasuje się na 900. miejscu pod względem liczby ludności, natomiast pod względem powierzchni na miejscu 435.).